# 1933
Cette page concerne l'année 1933 (MCMXXXIII en chiffres romains) du calendrier grégorien.
L'année 1933 est une année commune qui commence un dimanche.

## En bref
- 28 février : mise en place de la dictature nazie et début du Troisième Reich.
- 31 mai : fin de l’invasion japonaise de la Mandchourie.
- 11 décembre : le prix Nobel de la paix est attribué au britannique Sir Norman Angell[1].

## Événements

### Afrique
- 1er janvier : création du Bulletin des Juridictions Indigènes et du Droit Coutumier Congolais, chargé de codifier les pratiques juridiques indigènes au Congo belge[2].

- 16 janvier : Mermoz ouvre une ligne aéropostale de Saint-Louis du Sénégal à Natal[3].
- 22-23 janvier : Révolte des femmes de Lomé[4].

- 12 février : début de la bataille de Bougafer dans le djebel Saghro. Les tribus Aït Atta résistent aux forces coloniales françaises du Maroc avant de capituler le 14 mars[5].

- 6 mai : décret beylical qui organise la mise en surveillance administrative des sujets tunisiens dans une tribu, un douar ou une localité désignée par le Résident Général[6].
- 12 mai, Tunisie : un communiqué du Résident Général François Manceron publié dans La Dépêche tunisienne préconise pour la première fois la création de  « cimetières spéciaux » pour les naturalisés tunisiens[7].
- 17 mai : élections générales sud-africaines[8].
- 27 mai : fondation de la Ligue coloniale du Reich (Reichskolonialbund), qui réclame le retour des colonies perdues en 1919 à l’Allemagne[9].

- 29 juin : la British South Africa Company cède ses droits miniers à la Rhodésie du Sud[10].

- 8 novembre, Croisière Noire : trente avions commandés par le général Wuillemin quittent Istres pour une expédition de 22 000 km au-dessus de l’Afrique (fin le 7 janvier 1934)[11].

- 5 décembre : décret sur les circonscriptions indigènes au Congo belge[12].

### Amérique
- 1er janvier : les troupes américaines se retirent du Nicaragua conformément à la politique de bon voisinage prônée par le président Roosevelt[13].

- 1er février : le général Tiburcio Carías Andino, qui a remporté les élections du 30 octobre 1932[14], commence son mandat de président du Honduras[15], après une guerre civile de deux mois au terme de laquelle s’instaure une dictature de fer qui promet aux opposants « encierre, destierro y entierro » (« la prison, l’exil ou la tombe »)[16].

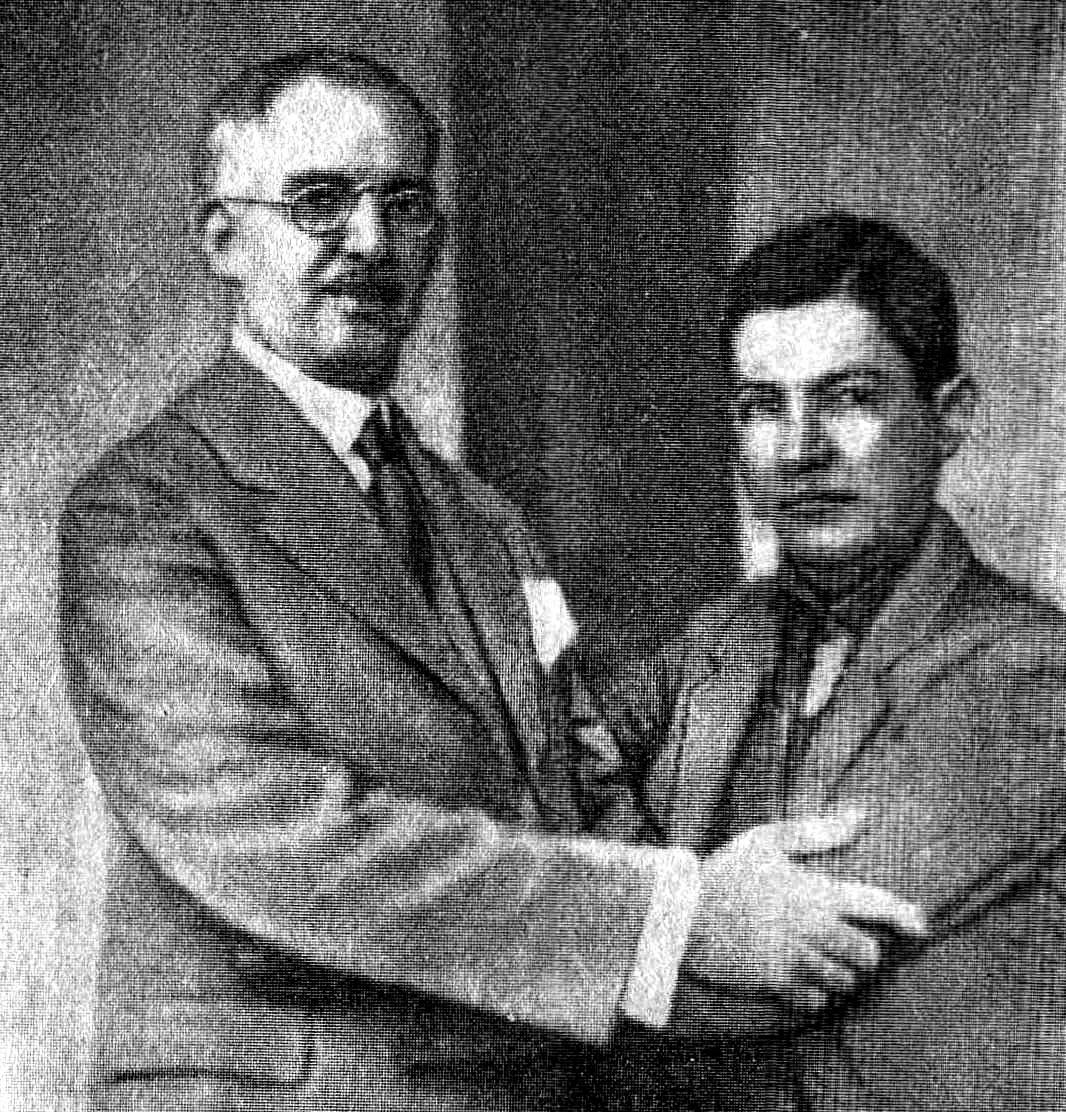
Sacasa et Sandino en 1934.

- 2 février : accord de paix au Nicaragua entre le président Juan Bautista Sacasa et Augusto Sandino qui désarme ses troupes le 22 février[13].

- 4 mars : Franklin Delano Roosevelt (démocrate) devient le 32e président des États-Unis d'Amérique (fin en 1945)[17].
- 9 mars - 16 juin : cent jours. Début de la nouvelle politique économique américaine, le « New Deal »[18].
- 31 mars : en Uruguay, le président Gabriel Terra  fait arrêter les neuf membres du Conseil national d’administration et dissout l’Assemblée. Le coup d’État se réalise presque sans heurts, l’armée est tenue à l’écart et la mobilisation populaire se révèle inexistante. L’autoritarisme sera modéré, et seulement 75 personnes devront s’exiler en 1935[19].

Eleanor Roosevelt à l’exposition universelle, le.

- 27 mai : ouverture de l’exposition universelle de Chicago[20].

- 4 septembre : révolte des sergents à Cuba, coup d’État militaire mené par Pablo Rodriguez et Fulgencio Batista. Le président Manuel de Céspedes doit démissionner et le 10 septembre une junte porte au pouvoir le nationaliste radical Ramón Grau San Martín, renversé par Batista le 14 janvier 1934 avec l’appui des États-Unis[21].

- Octobre : création de l’UNIR (Unión Nacional Izquierdista Revolucionaria) en Colombie[22].

- 14 novembre, Venezuela : découverte du Salto Ángel, plus haute chute d’eau du monde, par l’aviateur et explorateur américain Jimmy Angel[23].
- 15 novembre, Brésil : l’assemblée constituante, élue le 3 mai, prépare la nouvelle constitution promulguée le 16 juillet 1934[24].

- 3 - 27 décembre : VIIe conférence panaméricaine de Montevideo[25]. Le secrétaire d’État Cordell Hull annonce la politique de bon voisinage décidée par Roosevelt.

### Asie et Pacifique
- 1er janvier - 31 mai : défense de la Grande Muraille[26].
- 9 février : Tea Agreement limitant la production de thé[27].
- 4 - 14 février, Indes orientales néerlandaises : à la suite de la réduction de leur solde, les marins néerlandais du croiseur De Zeven Provinciën se mutinent et le navire doit être bombardé par l’aviation[28].
- 23 février : l’empire du Japon occupe le Rehe (Chine) ; en avril-mai, l’offensive japonaise continue en direction de Beiping et de Tianjin[29].
- 24 février : approbation du rapport Lytton par l’Assemblée générale de la SDN, qui ne reconnaît pas l’État du Mandchoukouo créé par le Japon[30].

- 27 mars : l’empire du Japon dénonce son affiliation à la Société des Nations[31]

- 22 avril, Japon : le ministre de l’éducation Ichirō Hatoyama demande la démission du professeur Takigawa de l’université de Kyoto, accusé d’enseigner des thèses marxistes. L’annonce officielle de sa disponibilité le 25 mai entraîne la démission de la plupart des professeurs de la faculté de droit de Kyoto[32].

- 26 mai : Australian Antarctic Territory Acceptance Act ; l’Australie revendique un tiers du continent antarctique. Le Territoire antarctique australien est créé officiellement le 24 août 1936[33].
- 31 mai : armistice de Tanggu entre la Chine et le Japon[26]. Le gouvernement chinois reconnaît la présence japonaise en Mandchourie et en Mongolie-intérieure.

- 30 juillet, Indes britanniques : Gandhi lance une campagne de désobéissance civile en faveur des intouchables ; il est arrêté avec 32 de ses partisans le 1er août, relâché et assigné à résidence à Poona le 4 août. Comme il refuse de s’y contraindre, il est de nouveau arrêté et condamné à un an de prison. Le 16 août, il entame une nouvelle grève de la faim[34].
- 1er août, Indes orientales néerlandaises : nouvelle arrestation et exil de Soekarno (fin en 1942)[35].

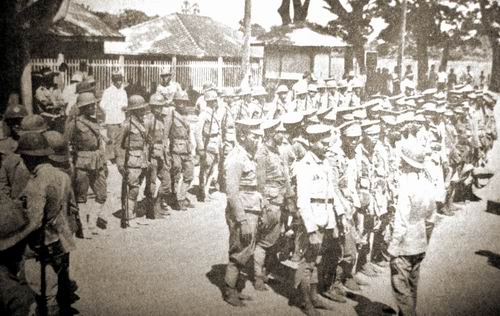
Troupes siamoise lors de la rébellion de Boworadet.

- 11-12 octobre : échec d’une rébellion de l’opposition royaliste dirigée par le prince Boworadet en Thaïlande[36].

- 8 novembre, Afghanistan : Mohammad Nadir Shah est assassiné pour avoir lancé un programme de réformes économiques. Son fils et successeur, Mohammed Zaher Chah, qui n’a que dix-neuf ans, subit pendant les trente années suivantes la loi de sa famille, particulièrement celle de son cousin qui, plus tard, devient son beau-frère, le prince Mohammed Daoud Khan[37]. Le gouvernement accélère le programme de modernisation entrepris par Nadir Chah et établit des relations commerciales étroites avec l’Allemagne, l’Italie et le Japon.
- 12 novembre : proclamation à Kachgar de la première République du Turkestan oriental (fin en 1934)[38].

- 17 décembre : à la mort du treizième dalaï-lama Thubten Gyatso, les Chinois envoient une délégation de condoléances puis rouvrent leur mission au Tibet[39].
- 26 décembre : fondation de la société japonaise Nissan[40].

### Proche-Orient
- 16 juin : assassinat à Tel Aviv du chef du département politique de l’Agence juive Haïm Arlozoroff[41].

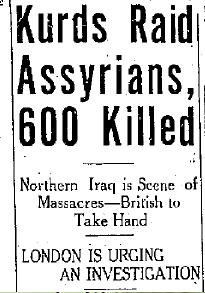
Août : massacre des Assyriens à Simele. Lethbridge Herald du 18 août

- Juillet - août : Les communautés chrétiennes d’Irak entrent en conflit avec le gouvernement à majorité arabe, qui tente de les ramener sous son contrôle direct. Dans la nuit du 14 au 15 juillet, un millier de chrétiens assyriens, armés, entrent en Syrie, entraînant la réaction de l’armée française[42]. Du 7 au 15 août les forces irakiennes du général Bakr Sidqi attaquent les villages chrétiens et massacrent leurs habitants, causant la fuite d’une partie de la population en Syrie[43]. Ceux qui restent cessent toute revendication et seront assimilés dans la population irakienne.
- Août : le leader sioniste palestinien David Ben Gourion entre dans l’exécutif de l’Agence juive[44]. Favorable à la reconnaissance des droits politiques aux Arabes contre la liberté d’immigration juive, entre en contact avec des personnalités arabes palestiniennes en 1933-1934, dont le leader nationaliste arabe Shakib Arslan.

- 8 septembre : à la mort de Faysal, son fils Ghazi devient roi d’Irak mais se montre peu capable de gouverner[45]. La vie politique est traversée par des rivalités personnelles et des querelles de pouvoir. L’instabilité gouvernementale devient la règle.

- 12 octobre : Damien de Martel, nommé haut-commissaire en Syrie (fin en janvier 1939), arrive à Beyrouth[46]. Le 2 novembre, à Damas, il tente d’imposer un traité qui marque la prééminence économique et militaire de la France en Syrie et qui consacre la division du pays. Le Parlement syrien rejette ce plan et le 24 novembre Damien de Martel décide de retirer le traité. La Chambre syrienne est suspendue[47].

- 27 octobre : une manifestation arabe à Jaffa, en Palestine mandataire, dirigée contre la présence britannique, fait une trentaine de morts[48].

### Europe
- 1er janvier : lancement du second plan quinquennal soviétique[49].
- 13 janvier : début d’une grève des chemins de fer à Galați, en Roumanie, à la suite de l’annonce de diminutions de salaires ; les cheminots de Bucarest rejoignent le mouvement le 27 janvier. Le 2 février, les grévistes occupent les ateliers et le conflit s’envenime. Le 4 février, le gouvernement proclame la loi martiale. Des communistes sont arrêtés (11-12 février). Le 15 février, l’armée est envoyée contre les manifestants à Grivița, quartier de Bucarest, mais refuse de marcher sur la foule. La répression par la police et les gardes-frontières pendant la nuit du 15 au 16 février fait sept morts et seize blessés graves. Il y a plus de 2 000 arrestations[50].

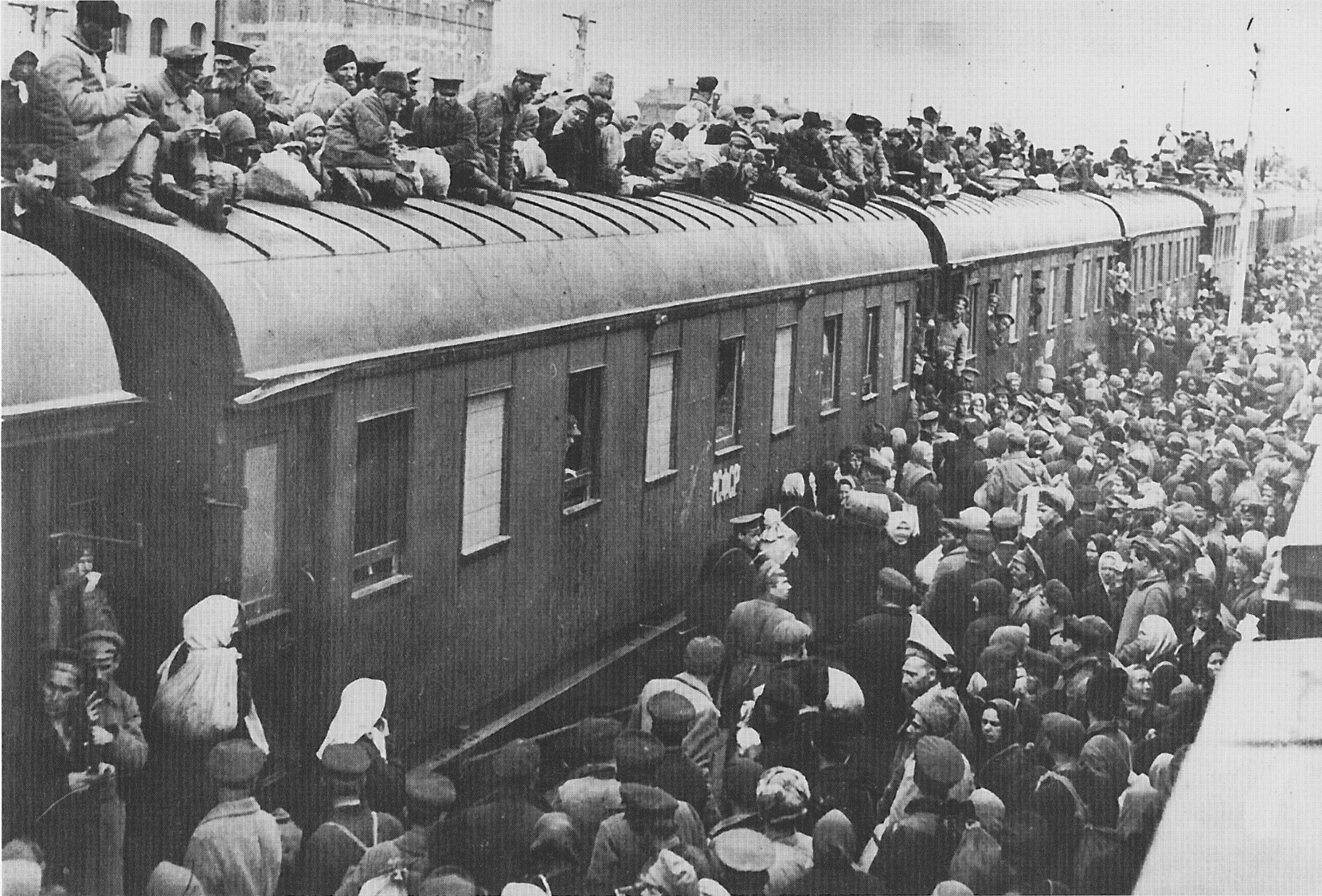
Réfugiés fuyant la famine en Ukraine en 1933.

- 22 janvier : une directive décrète le blocus de l’Ukraine et du Caucase-Nord pour empêcher tout déplacement de population, alors que la région est en proie à une terrible famine (Holodomor)[51].
- 30 janvier : début d’une grève dans la raffinerie de pétrole Astra Română, en Roumanie ; le mouvement s’étend le 1er février aux raffineries de toute la vallée de la Prahova. Les manifestants affrontent les forces de l’ordre et leurs délégués sont arrêtés[52].

- 16 février : signature du pacte de la Petite Entente (Tchécoslovaquie, Roumanie et Yougoslavie), qui est dotée d’une organisation permanente[53].

- 1er mars : grève des cheminots en Autriche, interdite par le gouvernement fédéral[54].
- 4 mars, Autriche : le gouvernement est mis en minorité sur un projet de loi visant à punir les responsables de la grève des cheminots. À la suite d’un vice de procédure, les trois présidents du Conseil national démissionnent. Prenant prétexte que ces démissions qui ont mis le Parlement autrichien hors d’état de fonctionner, le chancelier autrichien Engelbert Dollfuss le suspend et instaure le 2 avril une dictature[54].

- Mars-avril : « vent de Pâque ». Agitation dans la minorité allemande dans le Nord Schleswig après la victoire électorale des Nazis en Allemagne[55].

- 6 avril : Édouard Daladier accepte le projet de « pacte à quatre » proposé par Mussolini qui devait regrouper l’Italie, le Royaume-Uni, la France et l’Allemagne et permettre de réviser les traités de l’après-guerre[56].
- 19 avril, Portugal : promulgation de la Constitution[57] et naissance officielle de l’Estado Novo. Le Premier ministre António de Oliveira Salazar met en place une « dictature raisonnable », qu’il oppose aux dictatures aveugles que sont les dictatures militaires.
- 28 avril, Union soviétique : un décret commun du Comité central et de la Commission de contrôle du parti communiste met en place des commissions d’épuration afin entre autres d’éliminer les « ennemis du peuple » du parti[58].

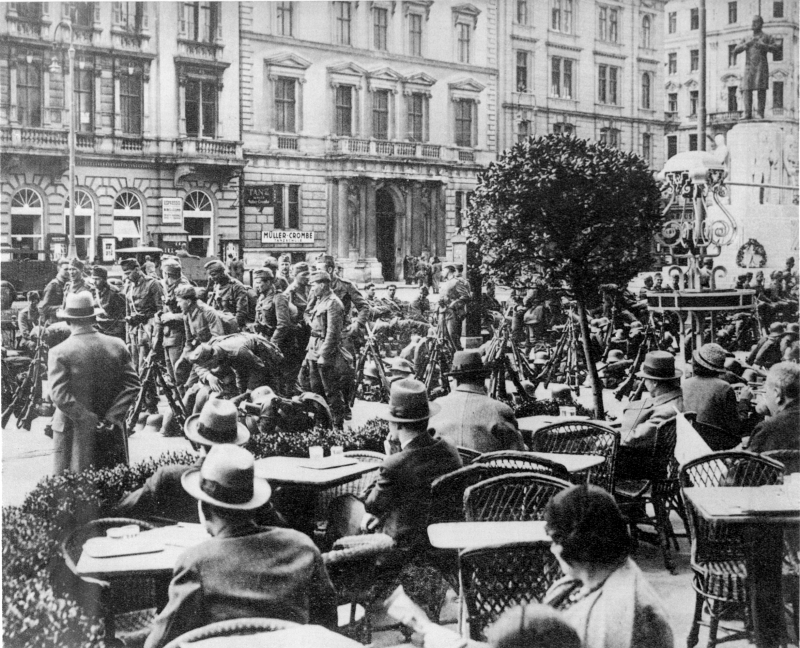
Troupes empêchant la célébration du à Vienne.

- 20 mai : en Autriche, le chancelier Dollfuss crée le Front patriotique pour remplacer les partis politiques après avoir ajourné le Parlement sine die[59].
- 26 mai :
  - cabinet de crise formé par Hendrikus Colijn aux Pays-Bas (1933-1939)[60] ; déflation, baisse des traitements des fonctionnaires, des dépenses d’armement, baisse autoritaire des loyers, des fermages et des prestations sociales.
  - en Autriche, le chancelier Dollfuss interdit le parti communiste[54].
- 30 mai : à Prague, le Conseil permanent de la Petite Entente s’oppose à la révision des traités d’après-guerre[61].

- 4 juin : fondation du mouvement antifasciste européen Amsterdam-Pleyel[62].
- 5 juin : concordat entre l’Autriche et le Vatican[63].
- 7 juin : le pacte d’Entente et de collaboration, dit « Pacte à Quatre », modifié en raison de l’opposition des pays de la Petite Entente, est paraphé par les ambassadeurs de France, d’Allemagne, de Grande-Bretagne et par Mussolini. Ce projet est destiné à maintenir la paix en Europe dans le cadre de la SDN[56].
- 20 juin : en Autriche, le chancelier Dollfuss interdit le parti nazi[54].

- 2 août : inauguration du canal de la mer Blanche[64].
- 19 août, Riccione : le chancelier autrichien Dollfuss rencontre Mussolini et obtient des garanties contre les menaces allemandes[65].
- 29 août : création de la Police de vigilance et de défense de l’état au Portugal[66].

- 2 septembre : l’Italie et l’Union soviétique signent un pacte de non agression[67].
- 14 septembre : signature à Ankara d’un pacte greco-turc[68] affirmant la « communauté politique et économique[69] » des deux pays.
- 22 septembre : congrès mondial de la jeunesse contre la guerre et le fascisme, présidé par Henri Barbusse, Romain Rolland et Paul Langevin[70].
- 23 septembre, Portugal : statut national du travail, inspiré de la Charte du travail italienne, instituant un système corporatiste[71].

- 1er octobre : en Tchécoslovaquie, Konrad Henlein fonde le Front patriotique des Allemands des Sudètes et demande l’autonomie de la région[72].
- 3 octobre : attentat manqué au Parlement autrichien contre le chancelier Dollfuss par Rodolphe Dertil, membre du parti national-socialiste[73].

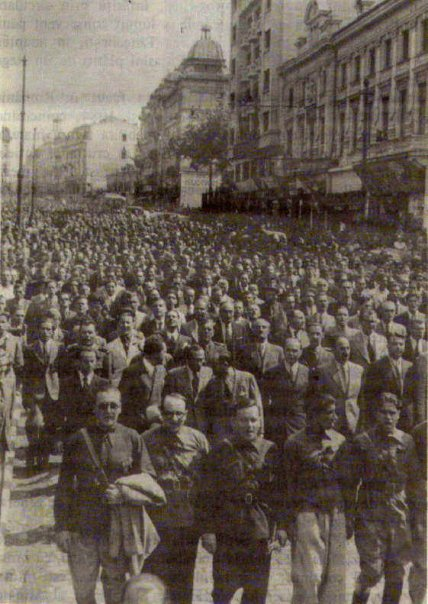
Meeting de la Garde de fer en Roumanie en 1933.

- 10 novembre, Autriche : face aux actions terroristes du parti national-socialiste interdit, le chancelier Dollfuss proclame la loi martiale[74].
- 16 novembre : 
  - création de l’Action catholique au Portugal[75].
  - accords Roosevelt-Litvinov ; les États-Unis reconnaissent le gouvernement soviétique[76].

- 9 décembre, Roumanie : la Garde de fer, organisation de type fasciste créée par Corneliu Codreanu, est interdite par le gouvernement. Elle se venge en abattant le Premier ministre libéral Ion Duca en gare de Sinaia le 29 décembre[68].

#### Allemagne
- 4 janvier : première rencontre secrète entre Adolf Hitler et Franz von Papen à Cologne, chez Kurt von Schröder[77].
- 10 janvier : deuxième rencontre secrète entre Hitler et von Papen à Dahlem (quartier de Berlin) chez Joachim von Ribbentrop[78].
- 23 janvier : le chancelier Kurt von Schleicher, incapable de constituer une majorité, demande au président Hindenburg les pleins pouvoirs et la suspension du Reichstag ; ce-dernier refuse[79].
- 28 janvier : le gouvernement Schleicher démissionne[80].

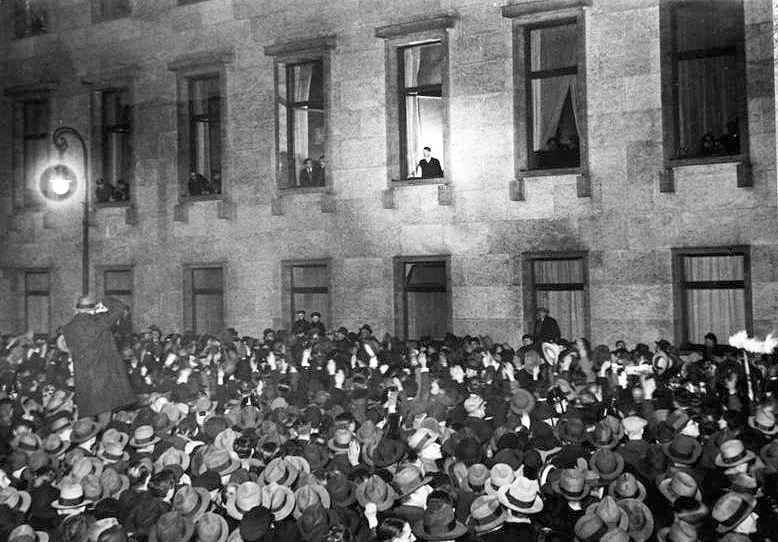
30 janvier : Machtergreifung. Défilé des partisans d’Hitler sous les fenêtres de la chancellerie.

- 30 janvier[80] : Machtergreifung. Après plusieurs entrevues et négociations avec Franz von Papen, Adolf Hitler est nommé Chancelier par le Président Hindenburg, à la tête d’un gouvernement de coalition[81].

- 1er février : dissolution du parlement (Reichstag) par le Président Hindenburg à la demande d´Hitler[80].
- 4 février : ordonnance restreignant la liberté de la presse[82].
- 6 février : Hermann Göring est chargé de prendre le contrôle total de la Prusse dont le gouverneur est déposé et le Parlement dissous[82].
- 21 février : après avoir lancé un appel à la création d’un front uni socialiste et communiste, l’écrivain Heinrich Mann est contraint à l’exil[83].
- 22 février : la SA, la SS et le Stahlhelm deviennent « police auxiliaire »[80]. Aussitôt commence un déferlement de violences contre les communistes.

27 février : incendie du Reichstag.

- 27 février : incendie du Reichstag[80].
- 28 février : 
  - décret présidentiel pour la protection du peuple et de l'État. (Reichstagsbrandverordnung). Les droits fondamentaux sont abrogés et la « Révolution » commence. Le gouvernement rend responsable les communistes de l’incendie du Reichstag et procède aux premières arrestations dans les milieux de gauche[80].  Le parti communiste est virtuellement interdit[84].
  - dernière édition du journal du SPD Vorwärts[85].
- 3 mars : arrestation d’Ernst Thälmann, chef du KPD (parti communiste)[86].
- 5 mars : élections (parlementaires) au Reichstag dans un climat de terreur[80]. Le NSDAP obtient 43,9 % des voix, le SPD 18,3 %, le KPD 12,3 %, le Zentrum 11,2 %, le DNVP 8 %. Le soir même du scrutin, les nazis prennent le contrôle de Hambourg, de Lübeck et de la Hesse. Du 6 au 9 mars, c’est le tour de la Saxe, du Wurtemberg, du Bade et de la Bavière. Vers le 15 mars, la mise au pas des länder est pratiquement achevée[82].
- 13 mars : Joseph Goebbels est nommé ministre de la propagande et de l’Instruction du peuple[80]. Il déclenche la campagne d’autodafés des livres et de destruction des œuvres d’« art dégénéré ».

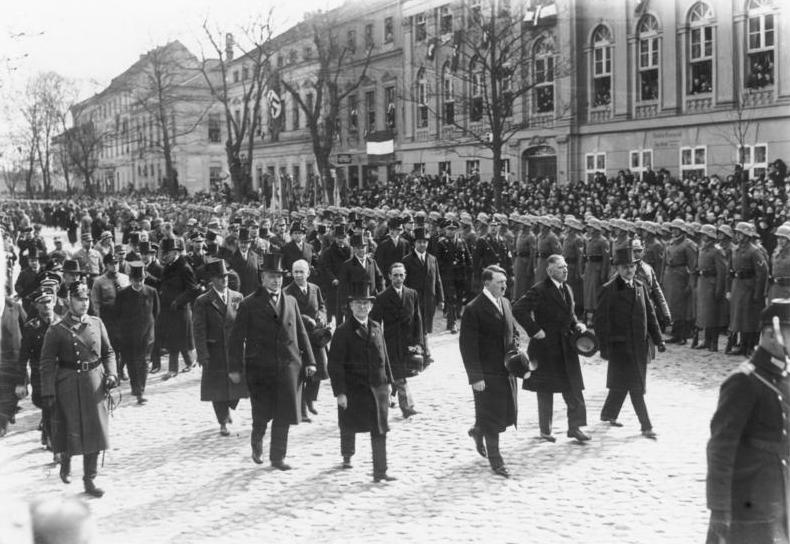
Hitler, Goebbels et Von Papen lors de la journée de Potsdam.

- 21 mars : journée de Potsdam[87] ; 1re mise en scène de la propagande nazie de Joseph Goebbels
- 22 mars : ouverture du camp de Dachau, 1er camp de concentration permanent allemand[88].
- 23 mars : dans un climat de terreur, le Reichstag vote, par 441 voix contre 94, la Loi des pleins pouvoirs qui donne au chancelier Adolf Hitler la possibilité de légiférer par ordonnance sans passer par le parlement pour quatre ans (Ermächtigungsgesetz)[80]. À cette occasion, il obtient le soutien nécessaire du Zentrum, le parti catholique. Seul le SPD ose s’opposer. (La séance a lieu en présence d’unités armées des SA et SS).
- 28 mars : déclaration de Fulda. Les évêques allemands lèvent l’incompatibilité pour des catholiques d’adhérer au parti national-socialiste tout en rappelant leur réserve à l’égard de l’idéologie nazie et leur souci de préserver l’intégrité et les missions de l’Église[87].
- 31 mars : loi provisoire sur la coordination des Länder avec le Reich, complétée le 7 avril par une loi sur les Statthalter[89]. Suppression du fédéralisme et début de la Mise au pas de toute la société allemande (Gleichschaltung).

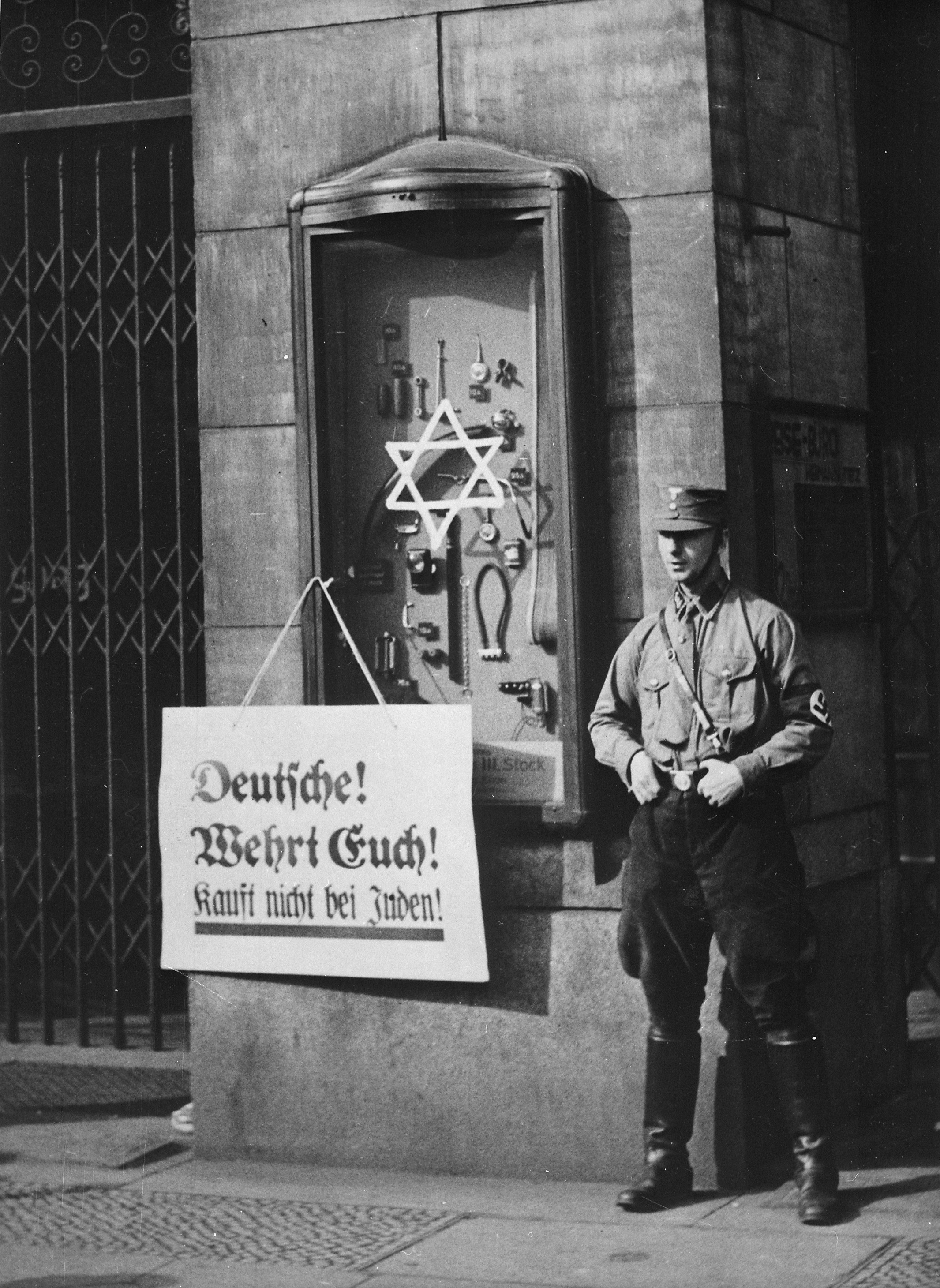
: boycott des magasins juifs. Sur la pancarte : « Allemands, refusez ! N’achetez pas chez les Juifs ! »

- 1er avril : début des violences anti-juives et boycott des magasins juifs[80].
- 7 avril : loi fondamentale sur la fonction publique. Elle permet l’éviction des fonctionnaires juifs ou politiquement suspects[82]. Des dispositions similaires réglementent l’accès au barreau[90]. Début de l’émigration juive ; à la fin de l’année, 35 000 juifs auront quitté le pays.
- 26 avril : Hermann Göring promulgue la loi sur la Gestapo (Geheime Staatspolizei)[80].
- 27 avril : le Stahlhelm (Casque d’acier), Freikorps d’extrême-droite, fusionne avec le NSDAP[91].
- 30 avril : le SPD se retire de l’Internationale[92].

- 1er mai : la journée devient « fête du travail national »[82].
- 2 mai : les locaux du syndicat ADGB sont occupés, ses biens sont saisis et ses dirigeants arrêtés[80].

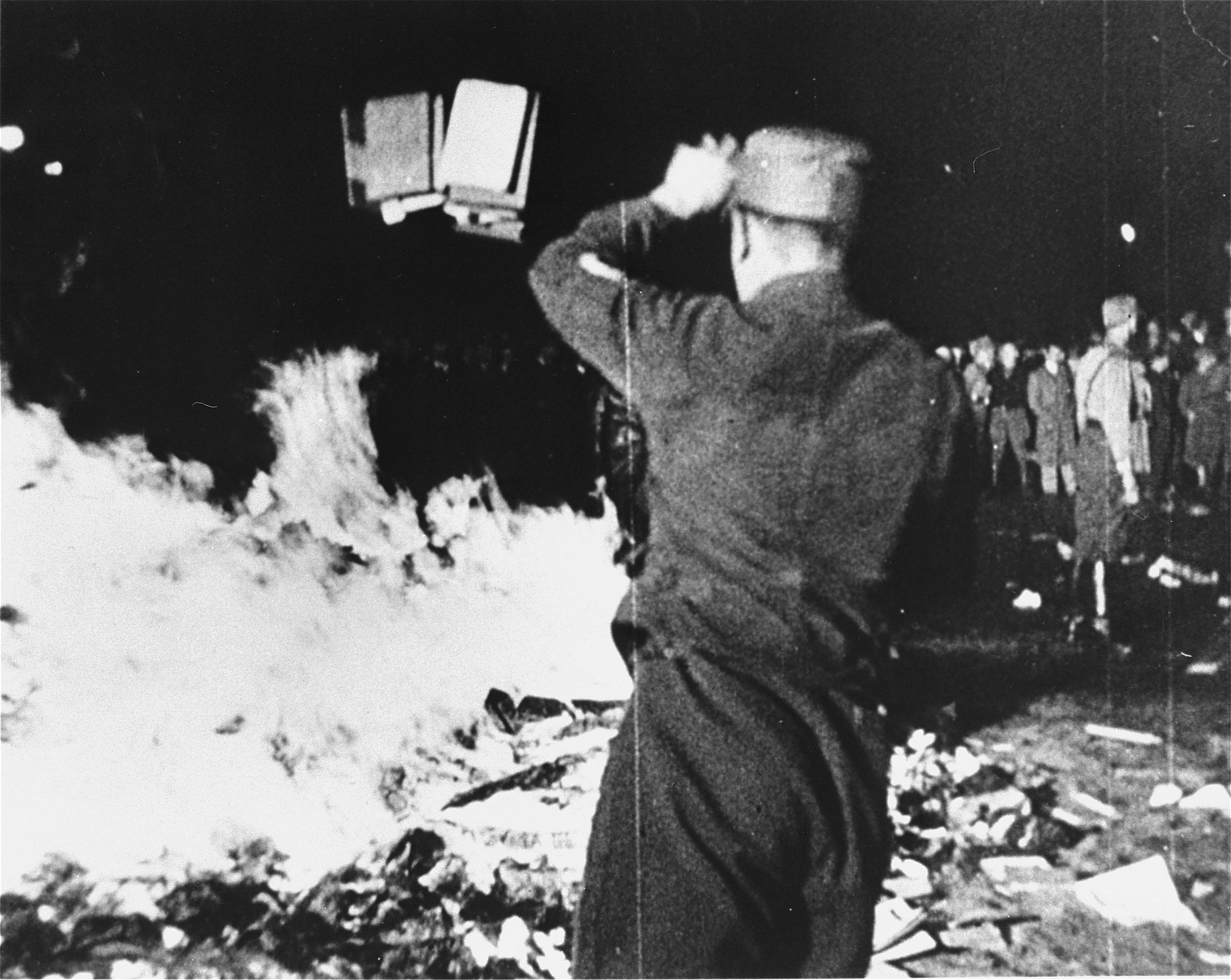
10 mai : autodafé de Berlin

- 10 mai : dissolution des syndicats. Création du Front allemand du travail (DAF) soumis au NSDAP[80].
- Nuit du 10 au 11 mai : autodafé de Berlin[80] ; 25 000 livres jugés « décadents, corrupteurs et étrangers à l’esprit allemand » sont brûlés.
- 28 mai : les nationaux-socialistes remportent les élections à Dantzig[93].

- 16 juin : dans un mémorandum présenté à la Commission économique de Londres par le ministre Alfred Hugenberg, l’Allemagne réclame la restitution de ses colonies africaines et expose ses revendications en Europe orientale[94].
- 22 juin : interdiction du SPD[80], suivie par celle des autres partis : Staatspartei, DVP, DNVP… Le comité directeur du SPD émigre à Prague[84].
- 23 juin : arrestations de Paul Löbe, ancien président du Reichstag, libéré en décembre[95], puis le 29 juin de Gustav Bauer, ancien chancelier, accusé de détournement de fonds[96].
- 27 juin : dissolution du parti national du peuple allemand[84].

- 4 juillet :
  - dissolution du parti populaire allemand[84].
  - assassinats de Rieseberg. Des membres de la SS assassinent onze hommes, principalement des communistes et des socialistes, près de la ville de Rieseberg[97].
- 5 juillet : le Zentrum se dissout[84].
- 6 juillet : fin de la Révolution. Hitler déclare dans son discours aux Statthalter que « La révolution n’est pas un état permanent », qu’il faut « conduire le courant incontrôlé de la révolution dans le lit tranquille de l’évolution »[98]. Premières frictions avec Ernst Röhm, le chef des SA, qui publie en juin un article intitulé « La SA et la révolution allemande » selon lequel après la révolution nationale, il faut faire la révolution national-socialiste[99].

- 14 juillet : le NSDAP devient officiellement parti unique[80].
- 15 juillet : loi sur la cartellisation obligatoire. Un Conseil général de l’économie associant les grands industriels et l’État est créé. Les entreprises d’une même branche doivent obligatoirement se concerter ; ces cartels formeront la base du complexe militaro-industriel[84].
- 20 juillet : concordat, parafé le 8 juillet, signé à Rome entre le pape Pie XI et le gouvernement allemand[100]. La liberté de culte est garantie et les écoles confessionnelles sont autorisées mais les activités politiques des organisations catholiques sont interdites.
- 26 juillet : la stérilisation est imposée aux personnes atteintes d’infirmités physiques et mentales dans le but de régénérer la race germanique (loi adoptée le 14 juillet mais publié le 26 après la signature du concordat, elle entre en vigueur le 1er janvier 1934)[101].

- 25 août : accord Haavara (« accord de transfert ») signé après trois mois de négociations entre la Fédération sioniste d’Allemagne, l’Agence juive et le gouvernement allemand. Il favorise l’immigration de 53 000 Juifs allemands en Palestine jusqu’en 1939 et le transfert d’une partie de leurs avoirs sous forme de biens importés d’Allemagne[102],[103].

- 27 août : Hitler réclame dans un discours à Kehl le rattachement de la Sarre à l’Allemagne[104].

- 7 septembre : des pasteurs évangélistes (Martin Niemöller) s’opposent à la domination des chrétiens allemands et condamnent les mesures coercitives et antisémites du Reich[105].

- 11 octobre : création à Genève d’un haut-commissariat aux réfugiés allemands[106].
- 14 octobre : l’Allemagne se retire de la conférence de Genève sur le désarmement[107].
- 19 octobre : l’Allemagne se retire de la Société des Nations[80].

- 12 novembre : « élections » pour le renouvellement du Reichstag. Le parti unique remporte 92 % des voix[80]. Plébiscite : 95 % des Allemands approuvent le retrait de la SDN[107].
- 24 novembre : Hitler propose à l’ambassadeur de France André François-Poncet un plan de réarmement limité[108].
- 27 novembre : le ministre du travail crée au sein du Front du travail l’organisation « la Force par la joie » (Kraft durch Freude) destinée à subventionner les congés ouvriers et les manifestations culturelles et sportives[109].

- 1er décembre : naissance de l’État-Parti. Loi sur « la garantie de l’unité du parti et de l’État ». Le NSDAP devient institution d’État[99].

#### Espagne

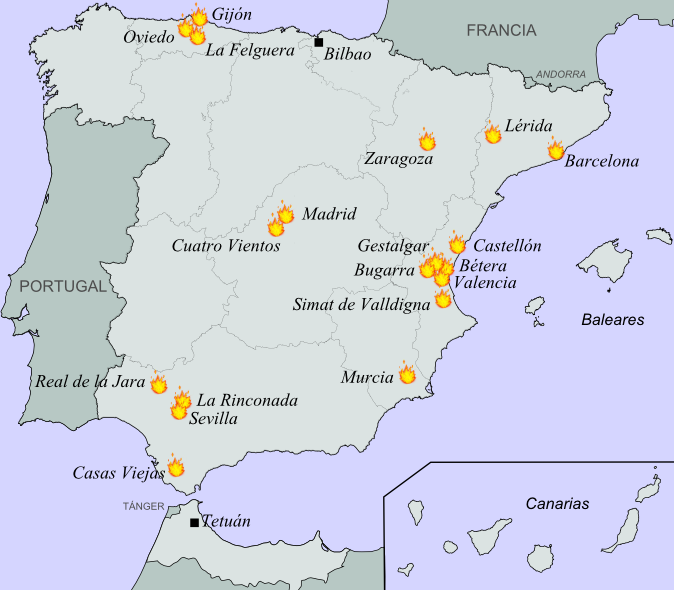
Principaux centres de grèves et d’insurrections anarchistes en janvier 1933.

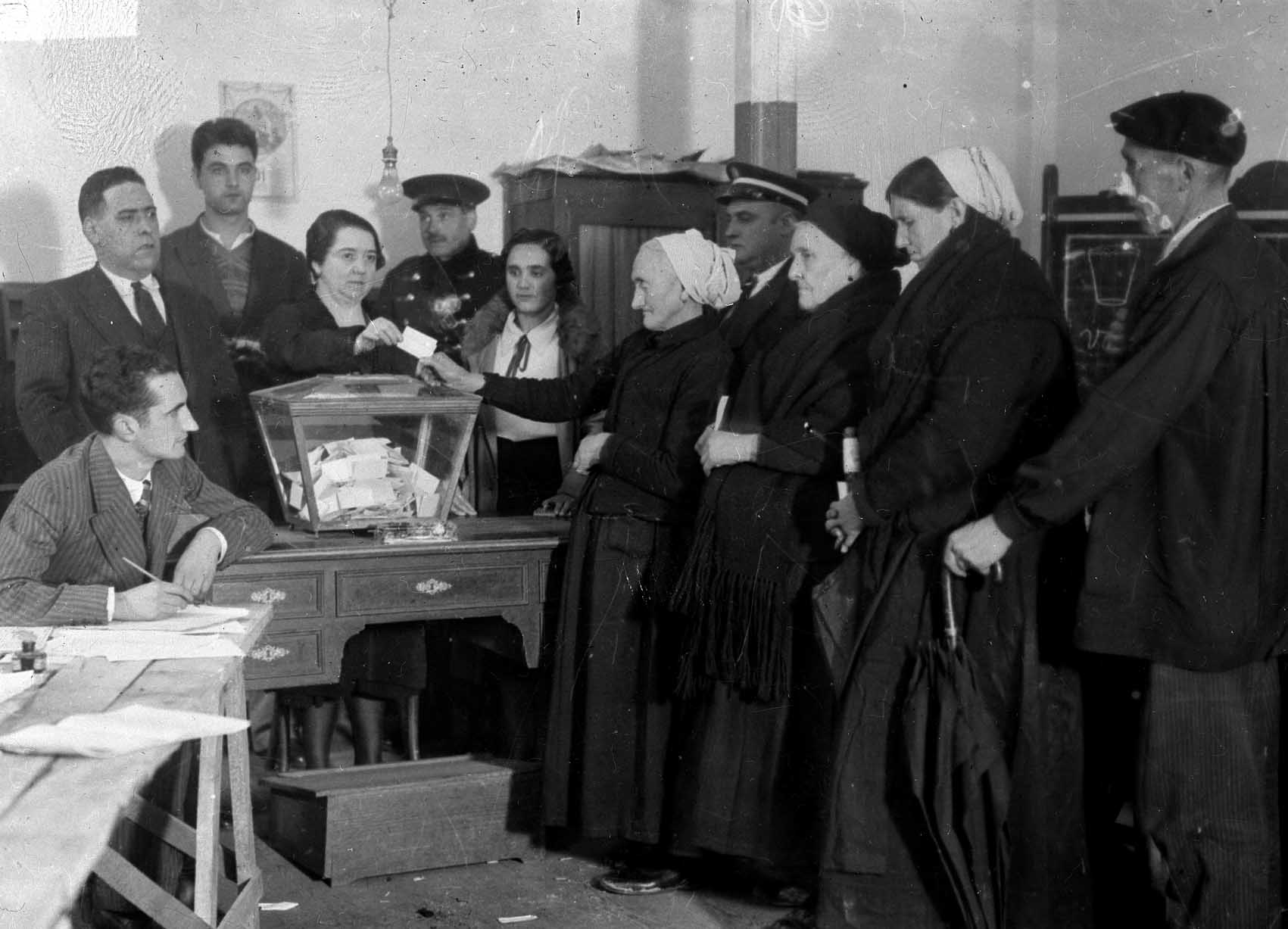
Les femmes votent pour la première fois, ici à Eibar le 5 novembre pour le référendum sur le statut d’autonomie du Pays basque. Photo prise par Indalecio Ojanguren.

- 8 janvier : soulèvements libertaires à Barcelone, Madrid et Valence ; les Anarchistes (CNT et FAI) convoquent une grève générale dans tout le pays[111].
- 11-12 janvier : massacre de Casas Viejas. La garde d’assaut républicaine est envoyée pour mettre fin aux troubles libertaires en Andalousie[111]. La gauche se divise. Les socialistes retournent à la stratégie de prise du pouvoir révolutionnaire.
- 28 février - 4 mars, Madrid : congrès fondateur de la Confédération espagnole des droites autonomes (CEDA)[112].
- 17 mai : loi sur les congrégations religieuses, promulguée le 2 juin[100]. Les lieux de culte et les monastères sont déclarés propriétés publiques.
- 27 juillet : la république espagnole reconnaît l’URSS[113].
- 28 juillet : loi d’ordre public[114].

- 8 septembre : démission du gouvernement de Manuel Azaña à la suite du massacre de Las Viejas[115].
- 12 septembre : premier cabinet Lerroux (chef du parti radical), avec la participation des Azañistes[116].

- 2 octobre : le cabinet Lerroux se présente devant les Cortès qui vote une motion de défiance présentée par les socialistes, par 189 voix contre 91[117]. Il est remplacé le 8 octobre par le cabinet Barrios, mené par l’ancien ministre de l’Intérieur du cabinet Lerroux[118].
- 10 octobre : dissolution des Cortès signée par le président de la République et covocation d’élections générales[117].
- 29 octobre : création à Madrid de la Phalange espagnole par José Antonio Primo de Rivera, fils du dictateur[119].

- 19 novembre : victoire d’une coalition de droite aux élections législatives[112], notamment grâce aux consignes abstentionnistes des anarchistes (plus de 40 % en Catalogne et en Andalousie)[110].

- 8 décembre : la CNT déclenche une insurrection à Saragosse. Les combats sont meurtriers[120].
- 9 décembre : déraillement criminel du rapide Séville-Barcelone[121]. La CNT est dissoute[118].
- 18 décembre : le radical Alejandro Lerroux prend la tête d’un gouvernement modéré[116]. Début du bienio radical-cedetista (conservateur) de la république espagnole (fin en 1936)[118].